# Сасо (Варезе)
Сасо је насеље у Италији у округу Варезе, региону Ломбардија.
Према процени из 2011. у насељу је живело 41 становника. Насеље се налази на надморској висини од 338 м.